# 黒ヘル
黒ヘル(くろヘル)とは、1968年-1970年前半の学生運動で黒色で着色したヘルメットを使用した組織、傾向をさす。

## 概要
黒色はアナキストの色とされ、共産主義の「赤」に対して無政府主義の「黒」といわれる。またイタリアなどのファシストの一部も黒色を好んだ。

## 黒ヘルに関連した組織
黒ヘルを使用した組織や運動には次のようなものがある。
アナキスト
アナキストの個々の組織の違いを越えて使用。大半は、艶消しの黒色。アナキスト革命連合など。
ノンセクト
ノンセクト・ラジカルとも呼ばれる無党派グループ。早稲田大学反戦連合、法大全共闘など。
民族派右翼
維新を主張する反体制派の右翼。日本学生会議など。
第四インターナショナル系
第四インターは色を持たなかったため。日本支部から分裂したプロレタリア軍団などが黒ヘルを採用。ただし、第四インター本隊のヘルメットは赤地に鎌と槌を逆向きにしたマークをあしらったものであった。
黒ヘルグループ
特定のセクトや組織に属さず離合集散を行う活動家集団であったが、1971年頃から一部が爆弾闘争を始め、杉並警察署高円寺駅前派出所などに爆発物を仕掛けた。1972年には、組織的な軍事訓練を行い、連合赤軍の青砥幹夫も参加して他組織間の接触も図られていたが、同年中に幹部らが逮捕されて事実上消滅。